# Anomaloglossus beebei
Anomaloglossus beebei (Noble, 1923) è un anfibio anuro, appartenente alla famiglia degli Aromobatidi.

## Etimologia
L'epiteto specifico è stato dato in onore di William Beebe.

## Distribuzione e habitat
È endemica della Guyana. Si trova a 450 m di altitudine nella Sierra de Pacaraima. Recentemente è stato osservato sul Monte Ayanganna.